# العلاقات الليبيرية الميانمارية
العلاقات الليبيرية الميانمارية هي العلاقات الثنائية التي تجمع بين ليبيريا وميانمار.

## مقارنة بين البلدين
هذه مقارنة عامة ومرجعية للدولتين:
| وجه المقارنة                                              | ليبيريا      | ميانمار          |
| --------------------------------------------------------- | ------------ | ---------------- |
| المساحة (كم2)                                             | 111.37 ألف   | 676.58 ألف       |
| عدد السكان (نسمة)                                         | 4.73 مليون   | 53.37 مليون      |
| الكثافة السكانية (ن./كم²)                                 | 42.47        | 78.88            |
| العاصمة                                                   | مونروفيا     | نايبيداو، يانغون |
| اللغة الرسمية                                             | لغة إنجليزية | اللغة البورمية   |
| العملة                                                    | دولار ليبيري | كيات ميانماري    |
| الناتج المحلي الإجمالي (بليون دولار)                      | 2.16 مليار   | 69.32 مليار      |
| الناتج المحلي الإجمالي (تعادل القوة الشرائية) بليون دولار | 3.76 مليار   | 282.95 مليار     |
| الناتج المحلي الإجمالي الاسمي للفرد دولار أمريكي          | 455          | 1.16 ألف         |
| الناتج المحلي الإجمالي للفرد دولار أمريكي                 | 842          |                  |
| مؤشر التنمية البشرية                                      | 0.430        | 0.536            |
| رمز المكالمات الدولي                                      | +231         | +95              |
| رمز الإنترنت                                              | .lr          | .mm              |
| المنطقة الزمنية                                           | 00           | ت ع م+06:30      |

## منظمات دولية مشتركة
يشترك البلدان في عضوية مجموعة من المنظمات الدولية، منها:
| علم المنظمة | اسم المنظمة                        | تاريخ انضمام ليبيريا | تاريخ انضمام ميانمار |
| ----------- | ---------------------------------- | -------------------- | -------------------- |
|             | مؤسسة التنمية الدولية              | 28 مارس 1962         | 5 نوفمبر 1962        |
|             | مؤسسة التمويل الدولية              | 28 مارس 1962         | 3 ديسمبر 1956        |
|             | منظمة حظر الأسلحة الكيميائية       | ?                    | ?                    |
|             | الأمم المتحدة                      | 2 نوفمبر 1945        | 19 أبريل 1948        |
|             | الاتحاد الدولي للاتصالات           | 10 أكتوبر 1927       | 15 سبتمبر 1937       |
|             | منظمة الشرطة الجنائية الدولية      | ?                    | ?                    |
|             | البنك الدولي للإنشاء والتعمير      | 28 مارس 1962         | 3 يناير 1952         |
|             | الاتحاد البريدي العالمي            | ?                    | ?                    |
|             | وكالة ضمان الاستثمار متعدد الأطراف | 12 أبريل 2007        | 16 ديسمبر 2013       |
|             | يونسكو                             | 6 مارس 1947          | 27 يونيو 1949        |

## وصلات خارجية
- موقع وزارة الخارجية الليبيرية
- موقع وزارة الخارجية الميانمارية